# Акчора
Акчора (після 1945 року Василівка; крим.: Aqçora, Ак'чора) — ліквідоване село в Джанкойському районі Республіки Крим, що розташовувалося на північному сході району, на Сиваському півострові Тюп-Тархан, приблизно за півкілометра на південний схід від сучасного села Чайкіне.

### Динаміка чисельності населення
| - 1805 — 68 ос. - 1864 — 44 ос. - 1889 — 138 ос. | - 1900 — 171 ос. - 1915 — 255 ос. - 1926 — 186 ос. |

## Історія
Ідентифікувати село серед найчастіше сильно перекручених назв Таманського кадилика в Камеральному Описі Криму… 1784 поки не вдалося. Після анексії Кримського ханства Росією (8) 19 квітня 1783 року, (8) 19 лютого 1784 року, іменним указом Катерини II сенату, на території колишнього Кримського Ханства була утворена Таврійська область і село було приписано до Перекопського повіту. Після Павловських реформ, з 1796 по 1802 рік, входила до Перекопського повіту Новоросійської губернії. За новим адміністративним поділом, після створення 8 (20) жовтня 1802 Таврійської губернії, Акчора було включене до складу Біюк-Тузакчинської волості Перекопського повіту.
За Відомістю про всі селища в Перекопському повіті, що складаються зі свідченням у якій волості скільки числом дворів і душ … від 21 жовтня 1805 в селі Акчора вважалося 10 дворів, 53 кримських татарина, 5 ясирів і 10 циган. На військово-топографічній карті генерал-майора Мухіна 1817 року село Ак чора позначено з 12 дворами. Після реформи волосного поділу 1829 Акчора, відповідно до «Відомості про казенні волості Таврійської губернії 1829», залишилася в складі Тузакчинської волості. На карті 1836 в селі 19 дворів. Потім, мабуть, в результаті еміграції кримських татар, село помітно спорожніло і на карті 1842 село записане як Акчера і позначено умовним знаком «мале село» (це означає, що в ньому налічувалося менше 5 дворів).
У 1860-х роках, після земської реформи Олександра II, село приписали до Байгончецької волості того ж повіту. У «Списку населених місць Таврійської губернії за даними 1864», складеному за результатами VIII ревізії 1864, Акчора — власницьке татарське село з 12 дворами і 44 жителями при колодязях. На карті 1865—1876 років у селі Акчора відзначено 10 дворів. У «Пам'ятній книзі Таврійської губернії 1889», що включила результати Х ревізії 1887, записана Ак-Чора з 28 дворами і 138 жителями.
Після земської реформи 1890 проку віднесли до Ак-Шеїхської волості. За «Пам'ятною книжкою Таврійської губернії на 1900 рік» в Акчері вважався 171 житель у 15 дворах. На 1914 в селищі діяло татарське міністерське училище. За Статистичним довідником Таврійської губернії. ч. Друга. Статистичний нарис, випуск п'ятий Перекопський повіт, 1915 рік , у селі Акчора (татарська) Ак-Шеїхської волості Перекопського повіту вважалося 65 дворів з татарським населенням у кількості 255 осіб приписних жителів.
Після встановлення в Криму Радянської влади, за постановою Кримрівкому від 8 січня 1921 № 206 «Про зміну адміністративних кордонів» була скасована волосна система і в складі Джанкойського повіту (перетвореного з Перекопського) був створений Джанкойський район. У 1922 повіти перетворили на округи. 11 жовтня 1923 року, згідно з постановою ВЦВК, до адміністративного поділу Кримської АРСР було внесено зміни, внаслідок яких округи було ліквідовано, основною адміністративною одиницею став Джанкойський район і село включили до його складу. Згідно зі Списком населених пунктів Кримської АРСР за Всесоюзним переписом 17 грудня 1926 року, в селі Акчора (татарське), центрі Акчоринського (татарського) (згодом Тюп-Акчоринського) сільради Джанкойського району, нараховувався 41 двір, з них 40 селянських, числилося 186 осіб. За національністю обраховано: 183 кримських татарини, 3 росіян, діяла татарська школа.
В 1944, після очищення Криму від нацистів, за Постановою ДКО СРСР № 5859 від 11 травня 1944, 18 травня кримські татари були депортовані в Середню Азію. 12 серпня 1944 року було прийнято постанову ДКО СРСР № ГОКО-6372с «Про переселення колгоспників у райони Криму», і у вересні 1944 року в район приїхали перші новосели (27 сімей) з Кам'янець-Подільської та Київської областей, а на початку 1950-х років була друга хвиля переселенців з різних областей України. Указом Президії Верховної Ради РРФСР від 21 серпня 1945 року Тюп-Акчора був перейменований на Василівку, а Тюп-Акчорінська сільрада — на Василівську. З 25 червня 1946 року селище у складі Кримської області РРФСР, а 26 квітня 1954 року Кримська область була передана зі складу РРФСР до складу УРСР. Час включення до Зарічненської сільради з доступних джерел не з'ясовано: на 15 червня 1960 року село вже значилося у її складі . Ліквідоване до 1968 року (згідно з довідником «Кримська область. Адміністративно-територіальний поділ на 1 січня 1968 року» — у період з 1954 по 1968 роки).